# جورج كامبل (سياسي أسترالي)
جورج كامبل (بالإنجليزية: George Campbell)‏ هو سياسي أسترالي، ولد في 18 فبراير 1943 ببلفاست في المملكة المتحدة. حزبياً، نشط في حزب العمال الأسترالي. وقد انتخب عضو مجلس الشيوخ الأسترالي ‏ عن دائرة نيوساوث ويلز ‏ (17 سبتمبر 1997 – 30 يونيو 2008).